# Jan II z Avesnes
Jan II z Avesnes (ur. ok. 1248, zm. 22 sierpnia lub we wrześniu 1304) – hrabia Hainaut jako Jan I od 1280 oraz hrabia Holandii i Zelandii jako Jan II od 1299, pochodzący z dynastii z Avesnes.

## Życiorys
Jan II był najstarszym synem Jana I z Avesnes, zmarłego w 1251 syna hrabiny Flandrii i Hainaut Małgorzaty oraz Adelajdy holenderskiej, córki hrabiego Holandii i Zelandii Florisa IV. 
Już w latach 70. XIII w. sprawował faktyczne rządy w części domeny swej babki, Małgorzaty, obejmującej hrabstwo Hainaut. Pozostawał jednak w konflikcie z bratem przyrodnim swego ojca, Gwidonem z Dampierre, który zgłaszał roszczenia do tego kraju. Małgorzata zmarła w 1280 i wkrótce potem Jan został uznany za hrabiego Hainaut. Konflikt z Gwidonem, który został hrabią Flandrii, trwał nadal – w sporze pomiędzy królem Francji Filipem IV Pięknym i Gwidonem Jan wspierał aktywnie francuskiego władcę.
W 1276 i 1281 otrzymał od cesarza Rudolfa I Habsburga obietnicę nadania hrabstw Holandii i Zelandii w przypadku bezpotomnej śmierci hrabiego Florisa V. Tę perspektywę odsunęło jednak urodzenie się syna Florisa, Jana I. Gdy jednak w 1296 Floris został zamordowany, a jego syn był nieobecny, Jan z Avesnes został wezwany do objęcia rządów regencyjnych. Nawet po powrocie Jana I z Anglii nadal aktywnie uczestniczył w sprawach holenderskich, m.in. ścigając morderców jego ojca i zmuszając do podporządkowania się mieszkańców Fryzji Zachodniej. W 1299 Jan I powierzył mu ponownie regencję. Kilka tygodni później młody hrabia zmarł i Jan z Avesnes (mimo podejrzeń o otrucie Jana I) został uznany przez stany za nowego hrabiego Holandii. 
W 1300 sukcesję Jana w Holandii potwierdził początkowo niechętny temu rozwiązaniu król Albrecht I Habsburg. Opór stawiła szlachta z Zelandii, która zwróciła się o pomoc do Gwidona z Dampierre. 
Najstarszy syn Jana (także Jan) zginął w 1302 w bitwie pod Courtrai, przez co następcą Jana został młodszy syn Wilhelm, który w ostatnich latach życia ojca przejął jego obowiązki. Gwidon zaatakował posiadłości Jana i zdobył większość Zelandii i część Holandii. Wilhelm mimo początkowych porażek zdołał powstrzymać agresora, a następnie połączył się z flotą francuską, która odniosła nad Gwidonem decydujące zwycięstwo w 10 sierpnia 1304 w bitwie pod Zierikzee – flota flandryjska została rozgromiona, a Gwidon wzięty do niewoli. Dzięki temu Jan odzyskał utracone wcześniej posiadłości, zmarł jednak wkrótce potem, a trony hrabiowskie odziedziczył Wilhelm. Jan został pochowany w Valenciennes.

## Rodzina
Żoną Jana była od 1270 Filipina (zm. 1311), córka hrabiego Luksemburga Henryka V. Ich dziećmi byli:
- Jan (ur. ok. 1275, zm. 1302),
- Henryk (zm. 1303), kanonik w Cambrai,
- Małgorzata (zm. 1342), żona hrabiego Artois Roberta II,
- Alicja (zm. 1317), żona Rogera Bigod, lorda Norfolk,
- Izabella (zm. 1305), żona Raula II z Clermont, wicehrabiego Chateaudun,
- Joanna (zm. po 1303),
- Wilhelm Dobry (ur. ok. 1285, zm. 1337), hrabia Hainaut, Holandii i Zelandii,
- Jan (ur. 1288, zm. 1356), hrabia Soissons,
- Maria (zm. 1354), żona Ludwika z Clermont, księcia Bourbon,
- Matylda[4][2],
- Szymon (zm. po 1303) (?)[4].